# Ophryacus undulatus
Ophryacus undulatus — вид отруйних змій родини гадюкових (Viperidae). Ендемік Мексики.

## Поширення і екологія
Ophryacus undulatus мешкають у горах Східної і Південної Сьєрра-Мадре, у штатах Ідальго, Веракрус, Пуебла, Оахака і Герреро. Вони живуть у гірських хмарних лісах, вологих сосново-дубових лісах і дубових лісах, трапляються у вторинних лісах, на висоті від 1800 до 2800 м над рівнем моря. Віддають перевагу кам'янистим схилам, порослим чагарниками, поблизу струмків. Живляться ящірками і гризунами. Живородні.

## Збереження
МСОП класифікує цей вид як вразливий. Ophryacus undulatus загрожує знищення природного середовища.